# Electric Café
| 전문가 평가      | 전문가 평가 |
| 평가 점수        | 평가 점수   |
| 출처             | 점수        |
| ---------------- | ----------- |
| AllMusic         | [ 1 ]       |
| Mojo             | [ 2 ]       |
| Uncut            | [ 3 ]       |
| Drowned in Sound | (6/10)      |
| Smash Hits       | [ 5 ]       |

《Electric Café》는 독일의 일렉트로닉 음악 그룹 크라프트베르크의 아홉 번째 스튜디오 음반으로, 원래 1986년에 발매되었다. 2009년 10월, 원래의 작업명칭인 《Techno Pop》으로 다시 발매되었다. 초기 1986년 《Electric Café》는 영어와 독일어로 노래된 버전뿐만 아니라 스페인어 가사만으로 〈Techno Pop〉과 〈Sex Object〉의 버전을 특징으로 하는 제한된 《Edición Española》 버전도 나왔다. 완제품이 아날로그 마스터 테이프에 녹음되어 있기는 했지만, 주로 디지털 악기를 사용하여 만들어진 최초의 크라프트베르크 음반이었다.

## 배경
이 음반은 그 밴드를 제작하는데 거의 반년이라는 시간을 들인 것으로 다소 악명이 높다. 작업은 이르면 1982년부터 시작되었다고 전해지지만(당시 《Technicolor》와 《Techno Pop》의 작업 타이틀로), 랄프 휘터는 1982년 5월이나 6월에 사이클링 사고를 당했고, 밴드 내부에서는 음반의 제작 품질이 충분히 최첨단의 수준이 아니라는 우려가 있었고, 보다 일반적으로는 그 이유로 프로젝트가 지연되었다. 휘터는 밴드의 활동보다 사이클링에 더 치중되어 있었다. 밥 루드윅이 마스터드한 이 음반은 마침내 1986년에 발매되었다. 이 음반은 드러머 볼프강 플뤼어가 피처링한 마지막 크라프트베르크의 음반이며 1981년 《Computer World》와 마찬가지로 그는 음반에 등장하지 않고 커버 디자인에만 등장한다. 그는 1987년에 그 그룹을 떠났다.

## 곡 목록
| #  | 제목                  | 작사·작곡                                   | 재생 시간 |
| -- | --------------------- | ------------------------------------------- | --------- |
| 1. | 〈Boing Boom Tschak〉 | 랄프 휘터, 플로리안 슈나이더, 카를 바르토스 | 2:57      |
| 2. | 〈Techno Pop〉        | 휘터, 슈나이더, 바르토스, 에밀 슐트         | 7:42      |
| 3. | 〈Musique Non-Stop〉  | 휘터, 슈나이더, 바르토스                    | 5:45      |

| #  | 제목                   | 작사·작곡                             | 재생 시간 |
| -- | ---------------------- | ------------------------------------- | --------- |
| 4. | 〈The Telephone Call〉 | 휘터, 슈나이더, 바르토스              | 8:03      |
| 5. | 〈Sex Object〉         | 휘터, 슈나이더, 바르토스              | 6:51      |
| 6. | 〈Electric Café〉      | 휘터, 슈나이더, 바르토스, 막심 슈미트 | 4:20      |